# Gisi Fleischmann
Gizela Fleischmannová, nata Fischer, nota come Gisi Fleischmann (Bratislava, 21 gennaio 1892 – campo di concentramento di Auschwitz, 18 ottobre 1944), è stata un'attivista, partigiana e vittima dell'Olocausto cecoslovacca.

## Biografia
Gizela nacque a Pressburg (l'attuale Bratislava), nell'Impero austro-ungarico. Fu la maggiore dei tre figli di Yehuda-Julius Fischer (1866-1936) e Jetty Elinger (1871-1945). Aveva due fratelli minori: Desider-David (nato nel 1894) e Gustav-Geza-Gershon (1896). Si ritirò da scuola all'età di otto anni e iniziò a studiare individualmente la letteratura tedesca, la storia dell'arte e la storia. Quando nel 1918 Bratislava divenne la capitale della Cecoslovacchia, Gisi parlava solo ungherese e tedesco, mentre non conosceva la lingua ufficiale, il cecoslovacco.
Interessata al sionismo, organizzò degli incontri nel ristorante kosher dei suoi genitori e si unì a Julia Knoepfelmacher, fondatrice della sezione cecoslovacca dell'Organizzazione internazionale delle donne sioniste, della quale divenne vice-presidente. Gisi offrì il suo aiuto ai rifugiati ebrei che scappavano dalla Germania nazista a partire dal 1933 e dall'Austria dopo l'Anschluss del 1938.
Nel 1939, mandò in Palestina le sue due figlie, Aliza e Yehudit, per proteggerle dalla persecuzione nazista. Lo stesso anno, il fratello Gustav venne assassinato e la sua vedova, Lily, si tolse la vita. Nel 1942 morì invece il marito di Gisi, Jozef Fleischmann.
Durante la creazione del Judenrat di Bratislava, Gisi fu nominata direttrice del dipartimento delle migrazioni e fece anche parte di un gruppo che aiutava gli ebrei in Slovacchia. Inoltre, inviò alle organizzazioni ebraiche le prime testimonianze dei sopravvissuti di Auschwitz. Rendendosi conto che la vita degli ebrei poteva essere comprata in cambio di denaro, contattò Dieter Wisliceny, amico intimo di Adolf Eichmann, e l'American Jewish Joint Distribution Committee (di cui era rappresentante in Slovacchia) con l'obiettivo di pagare un riscatto per salvare la vita degli ebrei slovacchi. Questa idea inizialmente sembrò interessare Heinrich Himmler, ma gli ebrei slovacchi vennero comunque deportati.
Durante il rastrellamento di massa di Bratislava del 28 settembre 1944, Alois Brunner, il capo dell'operazione, autorizzò Gisi a rimanere nel suo alloggio di via Edlová 6, per occuparsi dell'invio delle provviste agli ebrei imprigionati a Sereď, ma alla fine venne deportata anche lei, dopo la scoperta di una lettera da lei spedita a un ebreo sfuggito alla deportazione. Il 17 ottobre, fu messa sull'ultimo treno in partenza dalla Cecoslovacchia per il campo di concentramento di Auschwitz. Quando il treno giunse al lager, Gisi fu portata via da due SS. Non si sa con certezza cosa ne fu di lei, ma si pensa che fu uccisa nelle camere a gas poco dopo l'arrivo al campo.
Il fratello di Gisi, Desider-David, la moglie Lily e il figlio Albert si diedero alla macchia, sopravvivendo così all'Olocausto. Assieme a loro si salvò anche la madre Jetty, che morì poi nel dicembre 1945. Nel 1949 i Fischer emigrarono in Israele, dove già vivevano le due figlie di Gisi.

## Opere derivate
- Il film documentario Gisi di Natasha Dudinski, uscito nel 2014, narra la sua storia.[7]